# Гвинейское нагорье
Гвинейское нагорье (фр. Dorsale Guinéenne) — лесное горное плато, простирающееся от центральной Гвинеи до северной части Сьерра-Леоне и Либерии до западной части Кот-д'Ивуара. Высокогорье включает ряд гор, хребтов и плато, в том числе нагорья Фута-Джаллон в центральной Гвинее, горы Лома в Сьерра-Леоне с горой Бинтимани, горные массивы Симанду и Коранду в юго-восточной Гвинее, хребет Нимба на границе Гвинеи, Либерии и Кот д’Ивуар и Монт-дю-Тура в западной части Кот-д’Ивуара.

## География
Высокогорье в основном лежит на высоте от 300 до 500 м над уровнем моря. Самая высокая вершина в регионе — гора Бинтумани в Сьерра-Леоне, высотой 1945 м. Другие пики включают два пика в массиве Санкан Бирива (1850 м) в Сьерра-Леоне и гору Нимба (Ришар-Молар) (1752 м) на границе Гвинеи и Кот-д’Ивуара.
Гвинейское нагорье является источником многих рек Западной Африки, в том числе реки Нигер, самой длинной реки Западной Африки, рек Сенегала и Гамбии, а также рек Сьерра-Леоне, Либерии, Приморской, или Нижней, Гвинеи и западной части Кот-д’Ивуара.

## Геология
Геологически состав отложений в высокогорье включает граниты, сланцы и кварциты.

## Экология
Гвинейское нагорье образует переход между западно-гвинейскими низменными лесами, влажными тропическими лесами, которые лежат на юге между Гвинейским нагорьем и Атлантическим океаном, и гвинейской мозаикой лес-саванна на севере.
Экорегион горных лесов Гвинеи охватывает часть высокогорья на высоте более 600 м. Он включает в себя горные леса, луга и саванны, с флорой и фауной отличной от окружающих низменностей.

## Население
Йому является главным торговым городом в лесном регионе Гвинеи. Основные товары, продаваемые в городе, включают рис, маниоку, кофе, пальмовое масло и орехи. Регион в основном населён народами кпелле и манон.

## Высочайшие горы и массивы
- Бинтумани, Сьерра-Леоне, 1945 м
- Санкан Бирива, Сьерра-Леоне, 1850 м
- Нимба (Ришар-Молар), Кот-д’Ивуар и Гвинея, 1752 м
- Гранд Роше, Гвинея, 1694 м
- Сампере, Гвинея, 1682 м
- То, Гвинея, 1675 м
- Пьерре Ришо, Гвинея, 1670 м
- Симанду, Гвинея, 1658 м
- Леклерк, Гвинея, 1577 м
- Тибе, Гвинея, 1504 м
- Вутеве, Либерия, 1420 м
- Тетини, Гвинея 1257 м
- Массив Куранду, Гвинея, 1236 м
- Массив Беро, Гвинея, 1210 м